# Franz Lechthaler
Franz Lechthaler (* 3. August 1890 in Volxheim; † 29. Juni 1967 in Eschwege) war ein deutscher Polizeioffizier und Täter des Holocaust.

## Leben
Lechthaler war der Sohn eines Maurermeisters. Er besuchte die Volksschule in Volxheim und machte eine Malerlehre. 1911 wurde er Soldat und diente im Ersten Weltkrieg an der Ostfront. Im Zuge der Verkleinerung des Heeres nach Kriegsende wurde er 1920 im Range eines Wachtmeisters entlassen, auch weil er sich 1918 im besetzten Kiew in den Soldatenrat seiner Schwadron hatte wählen lassen. Lechthaler bewarb sich für die Offizierslaufbahn im Polizeidienst und wurde 1921 in Erfurt zum Polizeileutnant befördert. Er war in Aachen, Bochum und Wiesbaden stationiert. In Wiesbaden heiratete er und bekam eine Tochter. Nach der Machtergreifung der Nationalsozialisten 1933 bewarb er sich um eine Aufnahme in die NSDAP. Er wurde aber April 1935 abgelehnt, weil er sich seinerzeit in Kiew den Revolutionären angeschlossen hatte und sich gegenüber seiner Polizeieinheit bei der Befehlsausgabe anlässlich der Reichspräsidentenwahl 1932 für Hindenburg und gegen Hitler ausgesprochen hatte. September 1937 wurde das Urteil aufgehoben und Lechthaler erhielt nun das Mitgliedsbuch der NSDAP rückwirkend zum 1. Mai 1933 (Mitgliedsnummer 2.368.446). 1938 wurde er in Königsberg zum Major im Polizeidienst befördert.
Lechthaler wurde im Dezember 1939 zum Kommandeur des nach Kriegsausbruch aufgestellten Reserve-Polizei-Bataillons 11 ernannt, das zu dem Zeitpunkt in Pultusk (Pułtusk) im besetzten Polen stationiert war. Das Bataillon bestand zeitweise aus vier Kompanien, die an verschiedenen Aktionen gegen die Zivilbevölkerung in Polen, Litauen und Weißrussland (Belarus) beteiligt waren. Dabei wurden Intelligenzler und Juden ausgeraubt und ermordet. Lechthaler baute seit August 1941 in Kaunas eine litauische Hilfstruppe für die Ordnungspolizei auf und setzte Teile des Bataillons bei der Bewachung des Zwangsghettos in Kaunas ein. Der Befehlsweg von Lechthaler zu denjenigen seiner Polizisten, die im Herbst 1941 an Massenmorden der Einsatzgruppe 3 in Kaunas beteiligt waren, konnte im späteren Gerichtsprozess gegen Lechthaler nicht beweiskräftig nachvollzogen werden.
Im Oktober 1941 wurde Lechthaler mit 326 Polizisten in zwei Kompanien und 457 litauischen Hilfstruppen nach Minsk verlegt, wo er die 707. Infanteriedivision bei Sicherungsmaßnahmen unterstützte. Die Truppe begann dort unverzüglich mit der von ihr sogenannten „Aktion Judenrein“. Am 14. Oktober wurden in Smolewitsch (Smaljawitschy) etwa 1400 jüdische Einwohner erschossen. Am 26. Oktober 1941 erhielt Lechthaler vom Chef des Stabes (Ia) der 707. Infanteriedivision Fritz Wedig von der Osten den Befehl, alle Juden in Sluzk zu erschießen. Lechthaler war selbst vor Ort und gab die entsprechenden Befehle an seine Kompaniechefs weiter, dabei befahl er auch die Ermordung der Kinder. Lechthalers Kompanien führten auch andernorts in Weißrussland (Belarus) Massenerschießungen von Juden durch; so wurden in Kletsk (Klezk) zwischen 1800 und 3500 Juden ermordet. Unter dem Befehl eines Offiziers des Polizeibataillons räumten zwei Kompanien der Lechthaler unterstellten Litauer das Zivilgefangenenlager in Minsk und ermordeten dabei 1675 „Kommunisten“.
Lechthaler war im zweiten Halbjahr 1942 Taktiklehrer an der im besetzten Pelplin eingerichteten Polizeischule. Er besuchte in Dresden-Hellerau einen Regimentsführerlehrgang und wurde im September 1942 zum Oberstleutnant der Schutzpolizei befördert. Als Regimentsführer des Polizeiregiments 17 leitete er Einsätze gegen Partisanen in Polen und Jugoslawien. Bei Kriegsende wurde er nach eigenen Angaben von einem SS- und Polizei-Gericht wegen Befehlsverschleppung zu drei Monaten Gefängnis verurteilt, wegen der deutschen Kapitulation im Mai 1945 sei die Strafe aber nicht mehr vollstreckt worden.
Im Juni 1945 wurde Lechthaler aus britischer Kriegsgefangenschaft entlassen und zog nach Eschwege, der Heimatstadt seiner Ehefrau. Er arbeitete dort als Buchhalter. Bei der Entnazifizierung wurde er 1947 als „entlastet“ eingestuft. Seit dem Nürnberger Prozess gegen die Hauptkriegsverbrecher 1945/46 war die Beteiligung von Einheiten des von Lechthaler geführten Polizeibataillons an dem Massaker an Juden im Oktober 1941 im weißrussischen Sluzk öffentlich bekannt, da ein Bericht des deutschen Gebietskommissars von Sluzk, Heinrich Carl, zum Beweismaterial genommen worden war und 1948 als Teil der Prozessakten des IMT veröffentlicht wurde. Gegen Lechthaler und einen der damaligen Kompaniechefs, Willy Papenkort, wurde Ende der 1950er Jahre ermittelt, und Lechthaler kam am 28. April 1960, zwei Monate vor Fristablauf wegen Verjährung, in Untersuchungshaft.
Während Lechthaler vom Landgericht Kassel wegen „Beihilfe zum Totschlag“ zu dreieinhalb Jahren Zuchthaus verurteilt wurde, erhielt Papenkort einen Freispruch mangels Beweisen. Nachdem der Bundesgerichtshof  das Urteil aufgehoben hatte, wurde Lechthaler im Revisionsverfahren wegen Beihilfe zum Totschlag von „mindestens 15 Kindern“ zu zwei Jahren Gefängnis verurteilt. Papenkort, der sich vor Gericht, ebenso wie Lechthaler, auf Befehlsnotstand berufen hatte, wurde entsprechend der seinerzeitigen Rechtsprechung in der Bundesrepublik Deutschland erneut freigesprochen.